# Женский педагогический институт
Женский педагогический институт (1903—1918) — высшее учебное заведение Российской империи в Санкт-Петербурге.

## История
Институт был основан 23 июня 1903 года на базе Педагогических курсов при Санкт-Петербургских женских гимназиях, открытых в системе Ведомства учреждений императрицы Марии (1859).  Первым директором института был С. Ф. Платонов.
Идея преобразования курсов в институт принадлежала инспектору курсов А. Н. Страннолюбскому.  А. Е. Пресняков, внёсший значительный вклад в создание программы института, писал «Курсы, как они теперь поставлены, — учреждение маргариновое, а мы хотим создать высшее заведение особого типа» (1898).
Целью института являлась подготовка преподавательниц для всех классов женских учебных заведений. Институт состоял в ведомстве учреждений Императрицы Марии. Для практических упражнений учащихся в преподавании при институте имелась женская гимназия с начальной школой и детским садом. Институт разделялся на 2 отделения: словесно-историческое и физико-математическое, с 4-летним курсом в каждом. Первые 2 года обучения посвящались теоретическим занятиям, а с 3-го года начинались практические педагогические занятия. В институте преподавались: Закон Божий, науки философские, педагогические, словесно-исторические, физико-математические, естественно-исторические и иностранные языки.
В институт принимались девушки не моложе 16 лет, получившие среднее образование. Слушательницы не подвергались переходным экзаменам, а переводились по определениям конференции; окончательные испытания производились по каждому предмету на том курсе, где предмет заканчивается.
К 1 января 1905 г. в институте обучалось свыше 300 человек.
В 1918 году институт был преобразован в 1-й Петроградский государственный педагогический институт, который в 1922 году был объединён с 3-м Петроградским педагогическим институтом им. А. И. Герцена с образованием единого Петроградского педагогического института имени А. И. Герцена.